# Instituto Max Planck de Fisiología Molecular
El Instituto Max Planck de Fisiología Molecular ( en alemán: Max-Planck-Institut für molekulare Physiologie ) se encuentra en Dortmund, junto a la Universidad Técnica de Dortmund. Es uno de los 80 institutos de la Sociedad Max Planck (Max Planck Gesellschaft).

## Orígenes
Fundado en 1913 por Max Rubner como Kaiser-Wilhelm Institut für Arbeitsphysiologie, dependiente del Instituto Kaiser Wilhelm, el Instituto se dedicó durante la Primera Guerra Mundial a la nutrición y la dieta, y a la búsqueda de sustitutos para determinados alimentos que empezaban a escasear. En colaboración con la Kriegsernährungsamt (Oficina de Nutrición de Guerra), ensayaron diferentes sustitutos alimentarios tanto para el ejército como para la población civil. También desarrollaron pruebas de aptitud para distintos tipos de trabajo, como la evaluación de la percepción de la distancia para conductores militares, pilotos y trabajadores ferroviarios. También se desarrollaron pruebas de aptitud para la selección de oficiales de artillería.

## Departamentos

### Biología celular mecanicista
El Departamento de Biología Celular Mecanística ( Director: Andrea Musacchio ) tiene como objetivo comprender mejor los mecanismos moleculares de la división celular y su regulación. El enfoque principal se centra en las proteínas clave que controlan la división de los cromosomas durante la mitosis, un proceso que separa las cromátidas hermanas en dos células hijas idénticas, manteniendo así la estabilidad cromosómica.
El Centro de Genómica Química (CGC) fue creado en 2005 por la Sociedad Max Planck (MPG) en colaboración con varias empresas farmacéuticas y agroquímicas para promover la colaboración entre la academia y la industria.

### Biología celular sistémica
El Departamento de Biología Celular Sistémica (Director: Philippe Bastiaens) estudia la regulación de los procesos de transducción de señales en las células. Estos procesos controlan funciones celulares importantes como el crecimiento de tejidos (proliferación) o la diferenciación de células en tipos de células especializadas y, por tanto, determinan el destino de cada célula.

### Bioquímica estructural
El Departamento de Bioquímica Estructural (Director: Stefan Raunser ) se centra en el análisis estructural y funcional de proteínas de membrana y complejos macromoleculares biológica y médicamente relevantes. Se presta especial atención a la investigación de los mecanismos moleculares de la contracción muscular y la infección con toxinas bacterianas . Además, se examinan las proteínas de membrana que desempeñan un papel importante en la síntesis, el transporte y la homeostasis del colesterol en el organismo.

### Biología química
La investigación en el Departamento de Biología Química (Director: Herbert Waldmann ) se concentra en la interfaz entre la química orgánica y la biología. Mediante el uso de técnicas bioquímicas y químicas, los investigadores identifican y desarrollan nuevas herramientas para la investigación de procesos y fenómenos biológicamente relevantes.